# Porsche 356
La Porsche 356 è un'automobile sportiva, sia coupé che cabriolet, prodotta dalla Porsche ininterrottamente dal 1948 al 1966. Può essere considerato il primo modello "di serie" prodotto dalla casa di Stoccarda.
In poco meno di un ventennio si sono succedute parecchie versioni, con differenti motorizzazioni tra 1.1 e 2 litri. La denominazione "Carrera" comparve per la prima volta proprio sulle versioni più potenti della 356 con doppio albero a camme in testa.
La 356 è una vettura che ha fatto epoca, vantando eccezionali livelli di maneggevolezza, leggerezza, affidabilità e tenuta di strada e spianando la strada alla futura Porsche 911.

## La storia
Nell’agosto 1947 a Gmünd in Kärnten, in Carinzia, Austria, dove lo Studio Porsche si era trasferito in seguito ai bombardamenti alleati sulla Germania, in una vecchia segheria, i progettisti Ferdinand Porsche, appena liberato dalla prigionia, suo figlio Ferry, Karl Rabe, Erwin Komenda e il carrozziere Frederich Weber si ritrovarono per mettere giù il progetto di una vettura sportiva sulla base della meccanica del Maggiolino, progettato qualche anno prima proprio dallo stesso Ferdinand Porsche. 

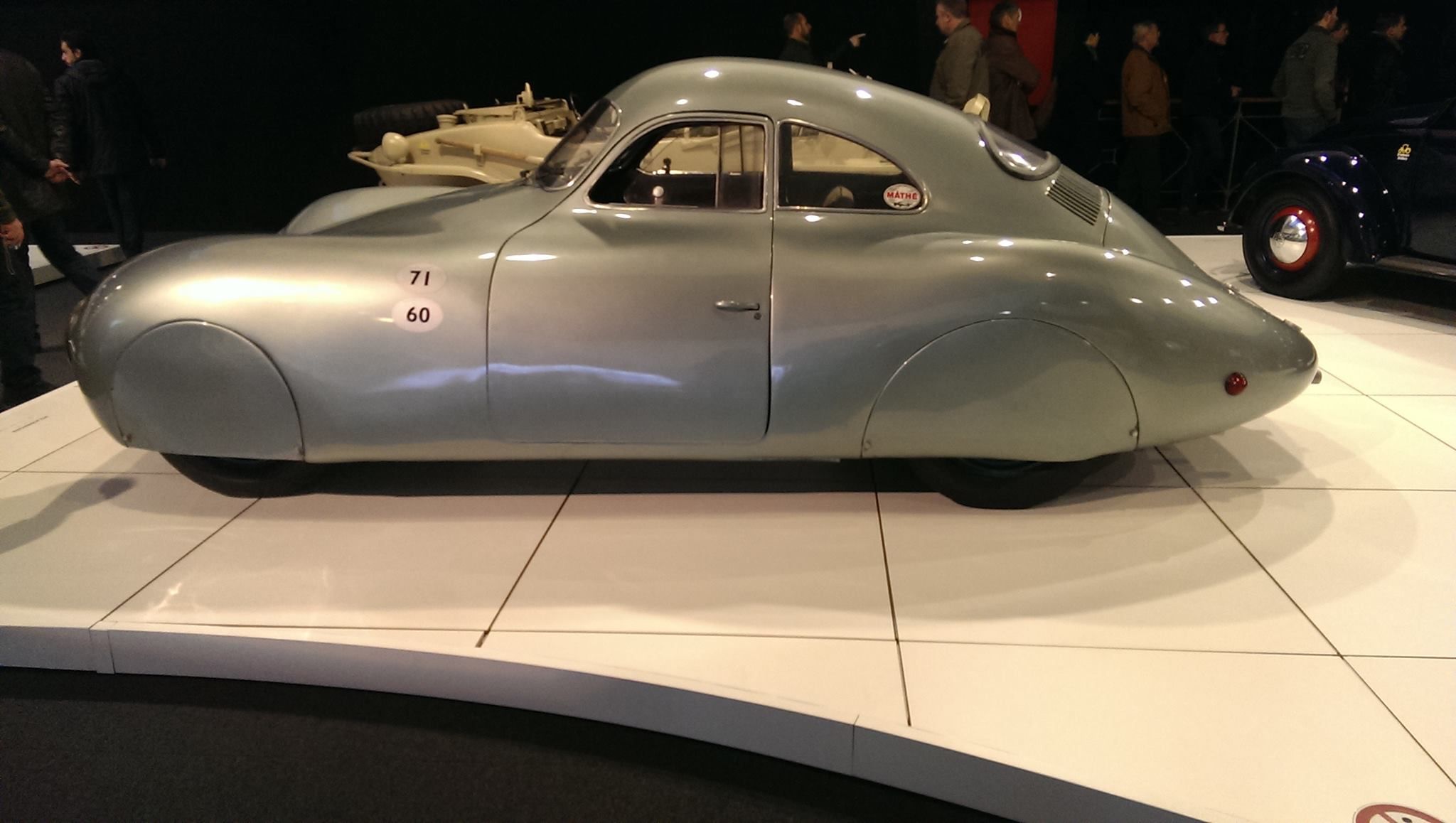
Porsche Typ 64

Punto di partenza fu il KDF-VW 60 K-10 o Studio Porsche Typ 64, una piccola sportiva 1,1 litri progettata per la gara Berlino-Roma del 1940 mai disputata a causa della guerra.
Da qui si ripartì per costruire la prima Porsche 356. Il nome corrispondeva semplicemente al numero di progetto nello Studio Porsche (Typ 356) della vettura. Era una piccola vettura con pianale in acciaio, motore boxer raffreddato ad aria elaborato fino a 40 CV montato posteriormente a sbalzo, 4 freni a tamburo, sospensioni a barra di torsione davanti e dietro e sterzo, tutto, di derivazione Volkswagen Maggiolino.

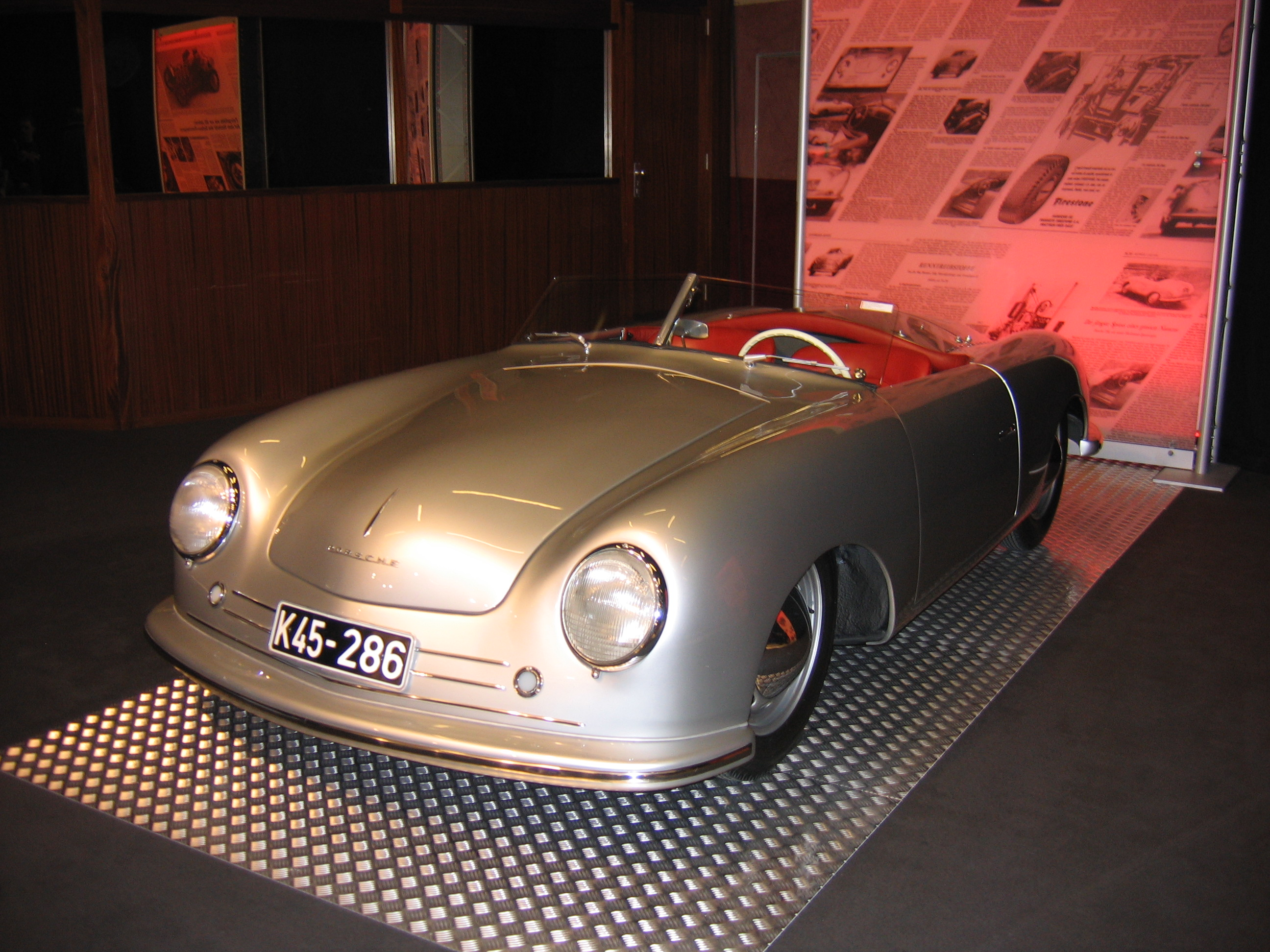
Porsche 356 No. 1 Roadster

La primissima vettura era una roadster a motore centrale con 2 soli posti ma con un immediato ripensamento già dalla seconda vettura si passo a una configurazione coupé 2+2 posti.
La carrozzeria coupé era realizzata in alluminio nella sede di Gmund a mano con un mascherone in legno mentre le scoperte venivano allestite prima dalla carrozzeria Beutler di Thun, in Svizzera, e poi dalla carrozzeria Kastenhofer di Vienna. Questa prima versione riusciva a toccare i 140 km/h di velocità massima.
Il 17 settembre del 1948 Ferdinand Porsche e Heinz Heinrich Nordhoff della Volkswagen trovarono un accordo con cui la produttrice di sportive poteva usare le parti del Maggiolino per le sue vetture e la sua rete di assistenza in Europa e in America per l’assistenza del coupé. Inoltre con questo accordo la Porsche espose 2 vetture, una coupé e una cabriolet, nello stand Volkswagen al Salone di Ginevra del 1949. Fu il debutto per la casa ai saloni internazionali.
Nel 1949 venne stipulato un accordo con la Carrozzeria Reutter di Stoccarda, futura dirimpettaia della Porsche, per incrementare i volumi di produzione delle carrozzerie. La carrozzeria venne ridisegnata per adeguarsi all’uso dell’acciaio anziché dell’alluminio; la linea divenne meno flessuosa e il peso aumentò ma questo rese la produzione effettivamente industriale, quindi più spedita e non più artigianale.
Nello stesso anno cominciò il rapporto con Max Hoffmann per vendere le sportive nel Nord America che darà molte soddisfazioni alla casa tedesca.
Nel 1951 dopo circa 500 vetture costruite arrivarono i tamburi dei freni in alluminio, il motore 1.1 venne affiancato da un nuovo 1300 (Typ 506) e nuovi ammortizzatori idraulici telescopici al posteriore.
Finalmente nel 1952 i Porsche recuperarono l’officina di Stoccarda e aprirono la fabbrica di Zuffenhausen dove ancora c’è la sede centrale della casa automobilistica. Quell’anno venne montato un parabrezza in un sol pezzo pur con un deciso spigolo al centro per migliorare la visibilità, la luce della retromarcia venne spostata dagli stop alla luce della targa, il comando dei lampeggiatori posto sul piantone, la modanatura cromata sul cofano inspessita, sostituito il pomello del cambio, i listelli delle porte in legno divennero in metallo, la strumentazione utilizzò cifre verdi, il contagiri venne montato di serie e vennero aggiunti gli sportelli scorrevoli del riscaldamento ai lati del pavimento. Alcune cabriolet vennero allestite dai carrozzieri Gläser e Beutler.
Successivamente mentre i paraurti vennero separati dalla carrozzeria e acquisirono una modanatura lucida, debuttava il motore 1500 (Typ 527) di 1488 cc, capace di 60 CV con albero a gomiti su cuscinetti a rulli. Nell’ottobre dello stesso anno la 1500 normale fu affiancata dalla 1500 Super con 70 CV (motore Typ 528) e dalla 1500 Dame (motore Typ 546) con 55 CV e albero motore monolitico su tradizionali bronzine.
I freni si ingrandirono, i fanalini posteriori diventarono due per lato separando le luci di posizione dai lampeggiatori e il cambio divenne sincronizzato sulle marce alte con i sincronizzatori brevettati proprio dall’azienda tedesca.
Finalmente nel 1953 venne creato il nuovo stemma della casa. Era il risultato del felice matrimonio tra l’emblema del Baden-Württemberg e la cavallina di Stoccarda.
Alla fine dell’anno vennero apportate nuove modifiche per migliorare il comfort di marcia, l'abitacolo venne insonorizzato, nuovi i sedili, resi più comodi e meglio profilati, diversi tappetini, nuovi ganci appendiabiti, nuovo il lavavetri con pulsante a pedale e l’indicatore del livello del carburante al posto della vecchia astina graduata. I tergicristalli divennero paralleli su tutti i modelli, arrivarono, a richiesta, la radio Blaupunkt con antenna esterna e il tetto apribile “Golde” con un originale disegno “a freccia”.
Il motore 1500 (Typ 527) venne sostituito con il 1300 Super (Typ 589) con la stessa potenza. Anche il 1300 normale adottò la corsa e l’alesaggio del 1300 Super diventando Typ 506/1 pur mantenendo la stessa potenza di 44 CV.

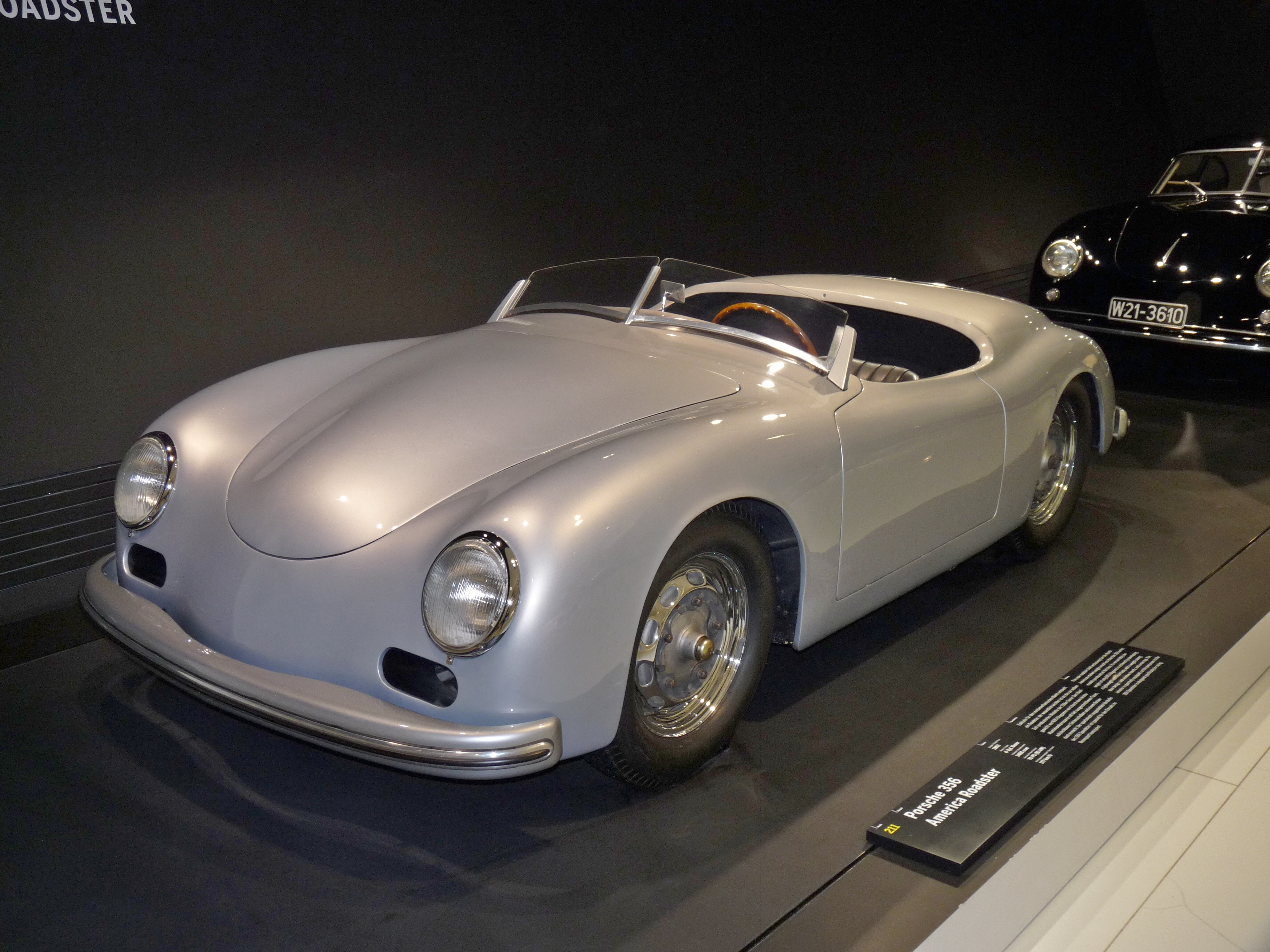
Porsche 356 America Roadster

Max Hoffmann chiese per il 1954 una versione scoperta più sportiva ed economica della 356 America Roadster, realizzata in leggero alluminio ma troppo costosa, da piazzare nel mercato assolato di Florida e California. Nacque così in Settembre una delle auto più famose della storia, la Porsche 356 Speedster. La carrozzeria aperta e con parabrezza abbassato, i sedili sportivi, i finestrini laterali amovibili, la capote leggera e l’equipaggiamento semplificato in generale decretarono il successo fino al 1958.
Nello stesso periodo venne sviluppata una spider per le competizioni, la Porsche 550 RS, equipaggiata con un nuovo motore bialbero 1,5 (Typ 547) Fuhrmann. Il nuovo propulsore aveva ingombri simili a quelli del motore ad aste e bilanceri e perciò venne montato anche sulla 356. Il risultato fu la Porsche 356 Carrera che superava i 200 km/h. Costantemente evoluto il motore passò da 1,5 a 1,6 (Typ 692) fino a 2 litri e 130 CV che fecero diventare la macchina una vera supersportiva.

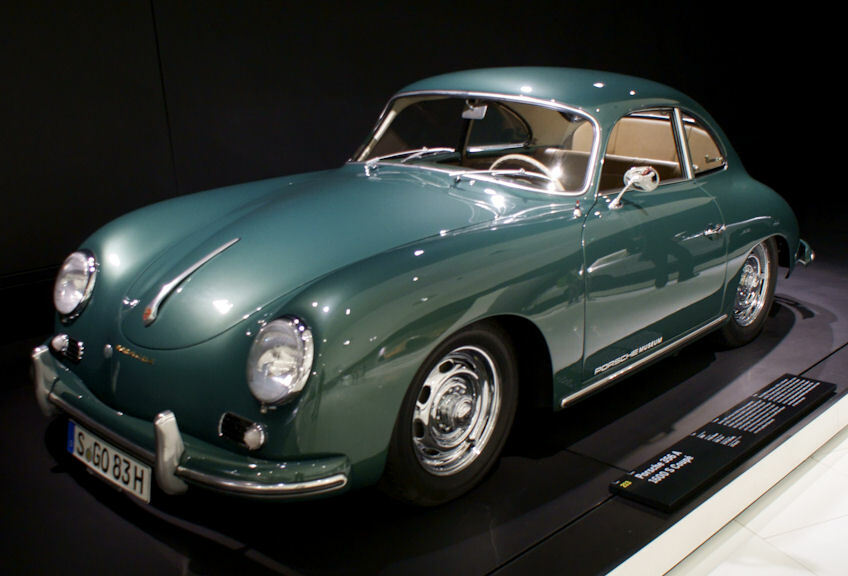
Porsche 356 A-T1

Il 1955 fu un anno cruciale per il modello 356, infatti uscì di scena la 356 originale, nota da quel momento 356 Pre-A, ed entrò in produzione la 356 A-T1; T1 era il Technische Programm 1, il programma di sviluppo volto al miglioramento generale della vettura a cui ne seguiranno altri 3 (T2, T5 e T6).
Con questo modello si abbandonò la parentela Volkswagen residua adottando sospensioni riprogettate e ritarate pur mantenendo lo schema a barre di torsione e un nuovo carter motore in 3 pezzi in lega di alluminio di progettazione Porsche, inoltre la cilindrata aumentò da 1,5 a 1,6 litri. Nacquero 2 versioni: la 1600 con 60 CV (Typ 616/1) e la 1600 Super con 70 CV (Typ 616/2), tutti con distribuzione ad aste e bilancieri e albero motore su bronzine. Il motore 1100 uscì di scena per sempre.

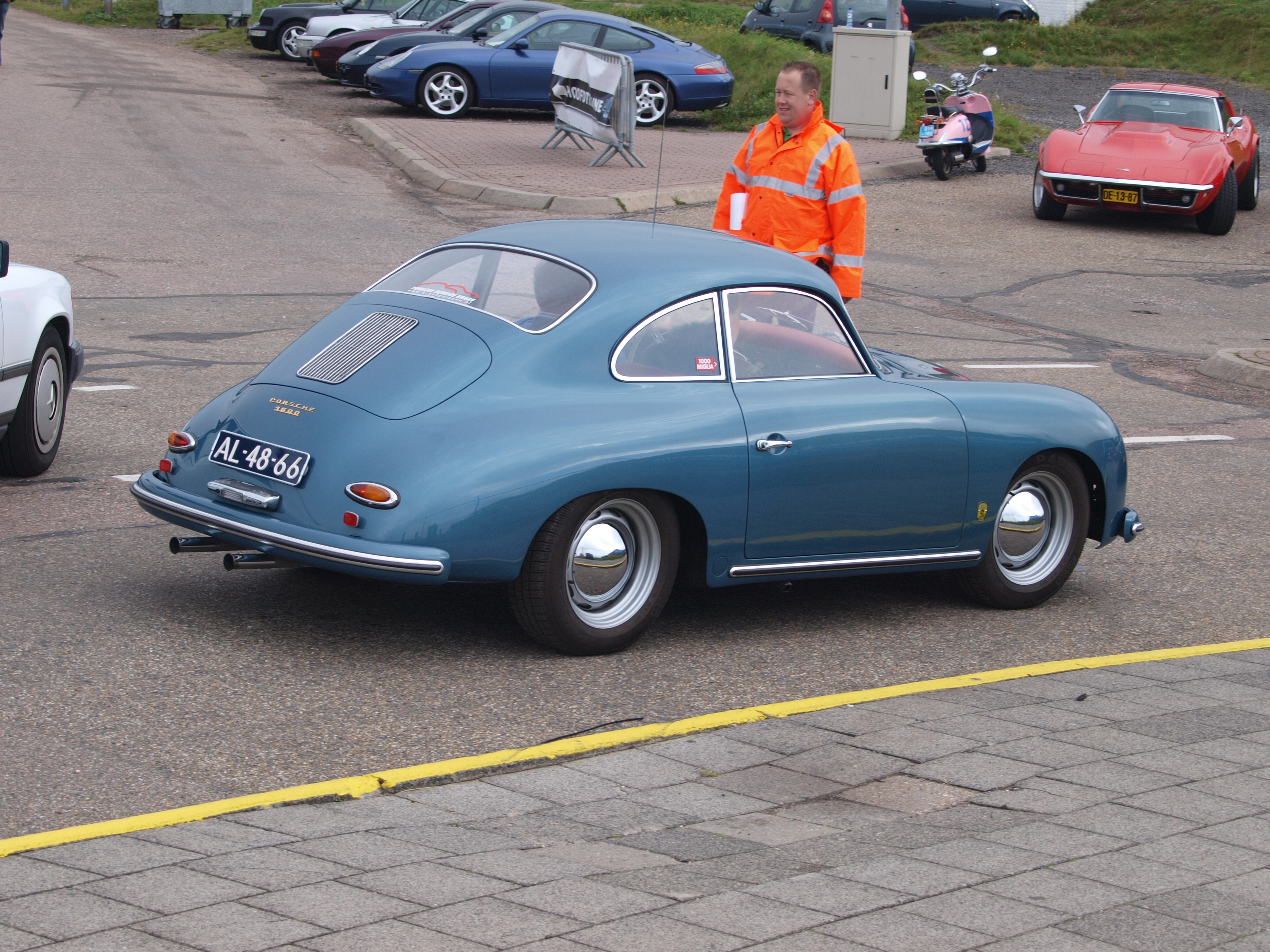
Porsche 356 A-T2

La scocca e il pianale subirono un totale rinnovamento sottopelle con nuovi brancardi dritti, cruscotto saldato alla scocca e parabrezza curvo lasciando tuttavia la linea praticamente invariata. Il cruscotto per la prima volta aveva 3 strumenti affiancati. Luci posteriori affiancate e tubolari di rinforzo sui paraurti completarono l’allestimento A-T1.
L’anno successivo venne festeggiata la 10’000 Porsche prodotta.

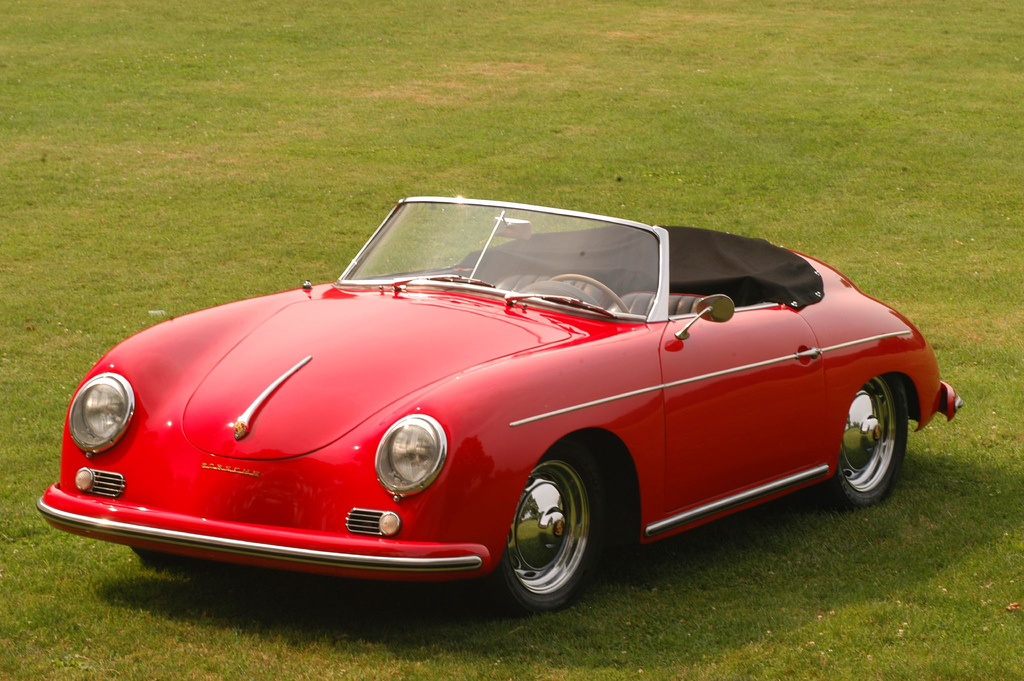
Porsche 356 A-T2 Convertible D

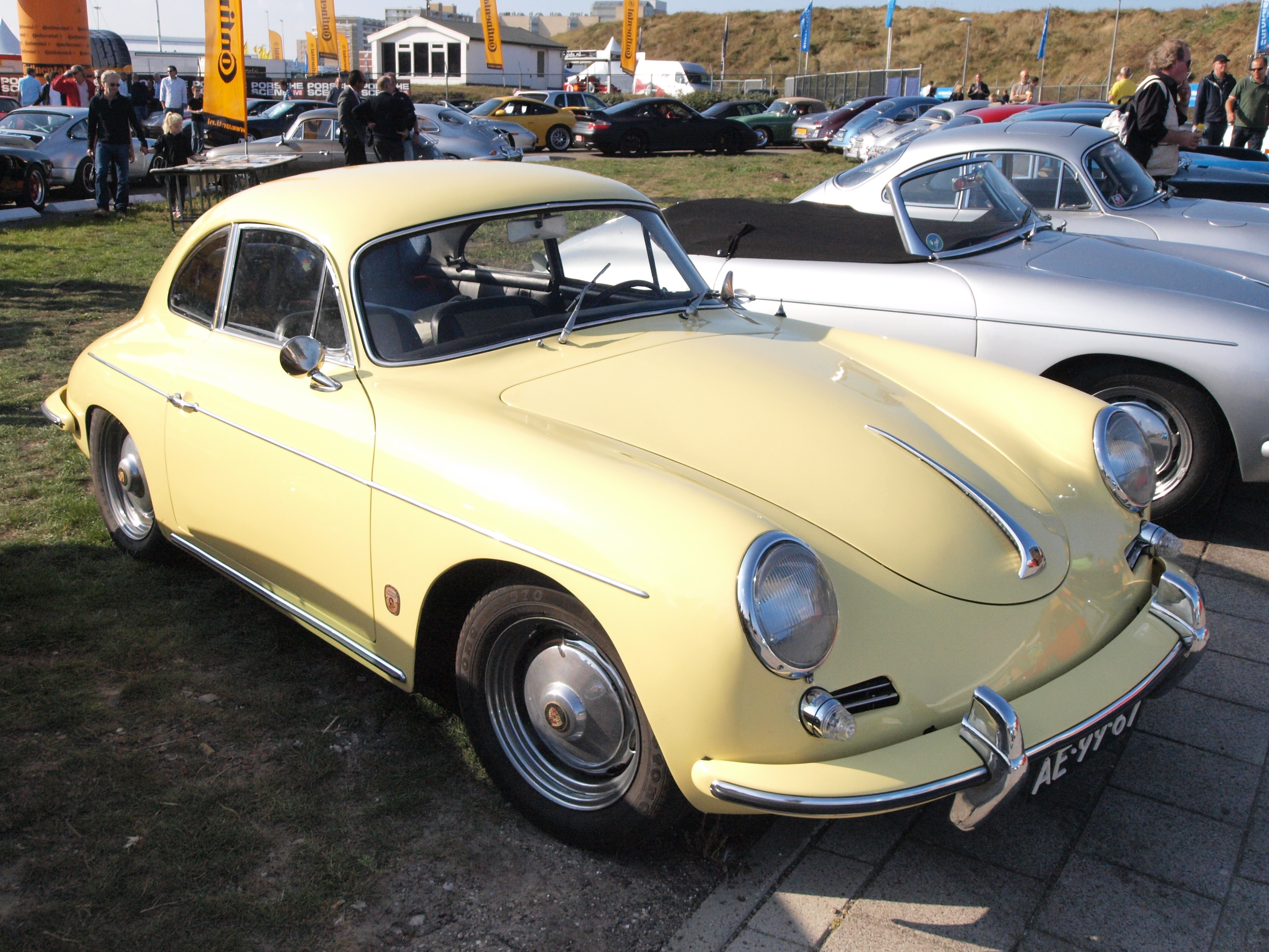
Porsche 356 B-T5

Il risultato del programma T2, la 356 A-T2, arrivò nel 1957 con interni migliorati, leva del cambio arretrata, frizione con molla a diaframma, scatola sello sterzo ZF, carburatori Solex 32ND1X, nuovo scarico inglobato nei rostri dei paraurti e i fanalini posteriori “a goccia”. Vi furono inoltre alcuni cambiamenti: la luce della targa salì da sotto a sopra, la luce di cortesia dal cruscotto al soffitto, il posacenere dalla plancia a sotto la plancia, mentre il tachimetro e lo strumento della temperatura olio/livello carburante si scambiarono. A settembre 1958 uscì la versione scoperta Convertible D; la D identifica la carrozziera Drautz che la produceva.
2 anni dopo la T2, al Salone di Francoforte 1959, debuttò la nuova 356 B-T5 con una nuova carrozzeria coupé e cabriolet più ampia che arrivò fino alla fine della produzione, paraurti rialzati di una decina di centimetri, fari più grandi, interni ulteriormente migliorati, volante a calice a 3 razze, freni migliorati, pneumatici radiali opzionali, deflettori di serie, specchietto retrovisore sistemato sulla portiera e non più sul parafango, sedili posteriori abbattibili singolarmente, e nuovo cambio (typ 716) completamente sincronizzato con carter realizzati in lega di alluminio e magnesio verniciati.
Il 1300 scomparve mentre il 1600 ad aste e bilancieri divenne disponibile in tre livelli di potenza: Dame, (60 CV), Super 75 (75 CV), e Super 90 (90 CV).
La Super 90 adottò gli pneumatici radiali di serie e le molle a passo differenziato sull’asse posteriore. La convertibile D venne sostituita dalla praticamente analoga roadster, prodotta oltre che dalla carrozzeria Drautz anche dalla carrozzeria D’Ieteren. Nel 1960 la classica coupé fu affiancata dalla Hard-Top Coupé in pratica il tetto rigido saldato alla scocca della Cabriolet dalla carrozzeria Karmann.
Nel gennaio 1961 si tagliò il traguardo della 40.000° Porsche 356 prodotta a Zuffenhausen. L’anno dopo si toccò quota 50’000 esemplari prodotti

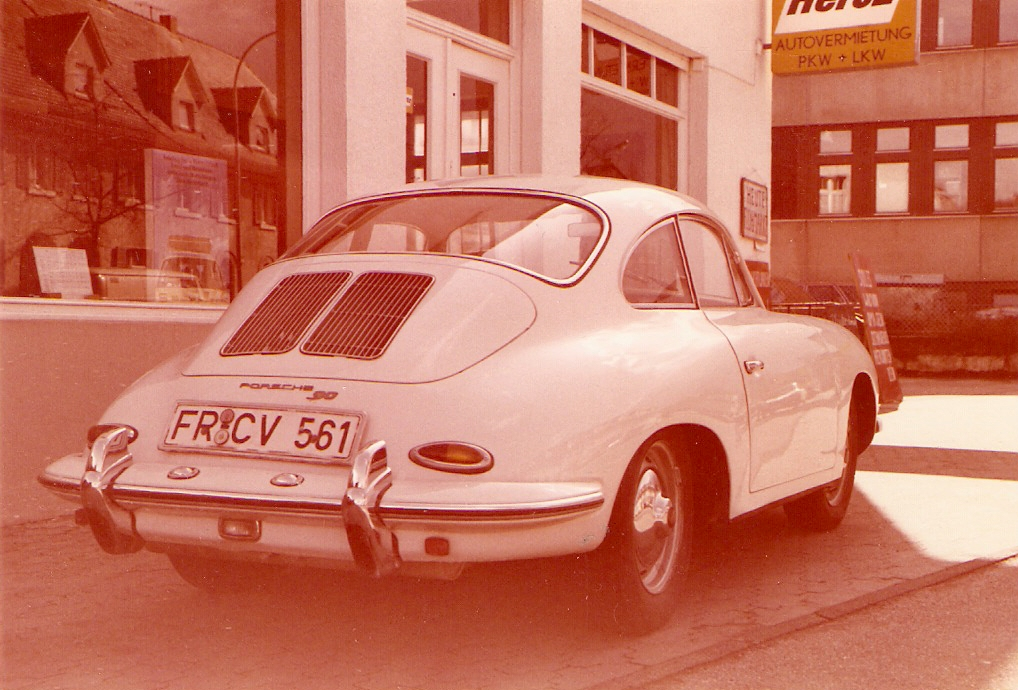
Porsche 356 B-T6

Nello stesso anno usci la 356 B-T6 in cui veniva migliorato il comfort nell’abitacolo e la capacità di carico. Per migliorare la ventilazione dell’abitacolo fu quindi aperta una griglia per prelevare aria fresca davanti al parabrezza ingrandito. Il bocchettone di rifornimento fu spostato nel parafango destro e coperto da uno sportellino per impedire che i vapori di benzina entrassero nell’abitacolo. Vennero ridisegnati altri pannelli di lamiera per sistemare meglio batteria e ruota di scorta, e i cofani, quello anteriore per accogliere più bagagli, quello posteriore per montare la doppia griglia. La cabriolet poteva ottenere la capote elettrica.

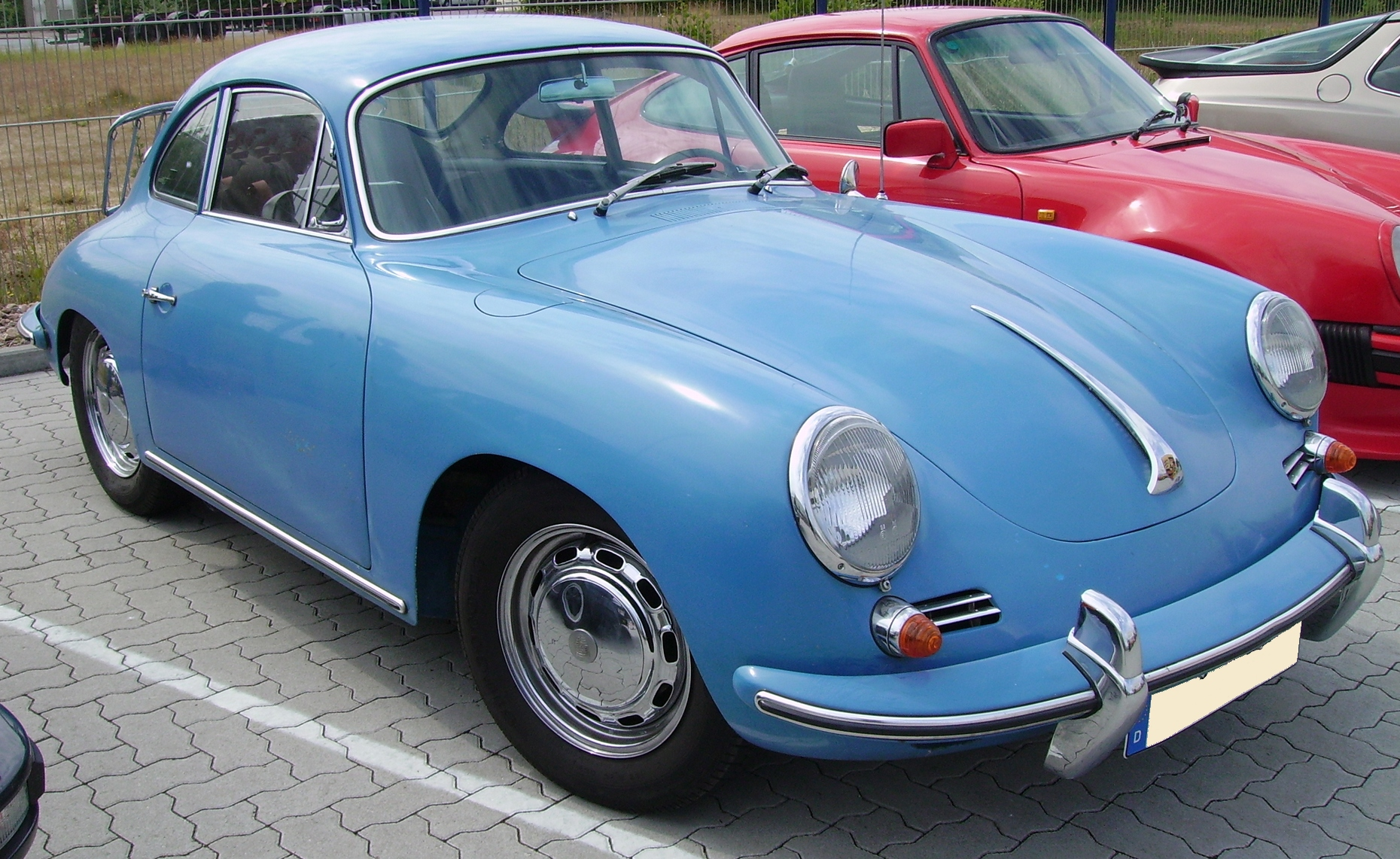
Porsche 356 C

Nel 1963 uscì l’ultima evoluzione del modello 356: la Porsche 356C. La carrozzeria non venne modificata molto rispetto alla B-T6: maniglia interna del passeggero ricoperta di plastica, diversa cornice del posacenere, nuovi braccioli nelle porte, vano portaguanti con chiusura magnetica al posto di quella meccanica, gli schienali dei posti posteriori vennero rialzati, le griglie cromate diventarono di alluminio anodizzato e cambiò la grafica delle scritte.
La novità più importante arrivò dopo 200 esemplari prodotti quando vennero montati i freni a disco ATE-Dunlop su tutte le ruote, vennero perciò modificate anche le ruote e i relativi coprimozzo. Ciò migliorò sensibilmente la frenata in ogni condizione di fondo stradale.

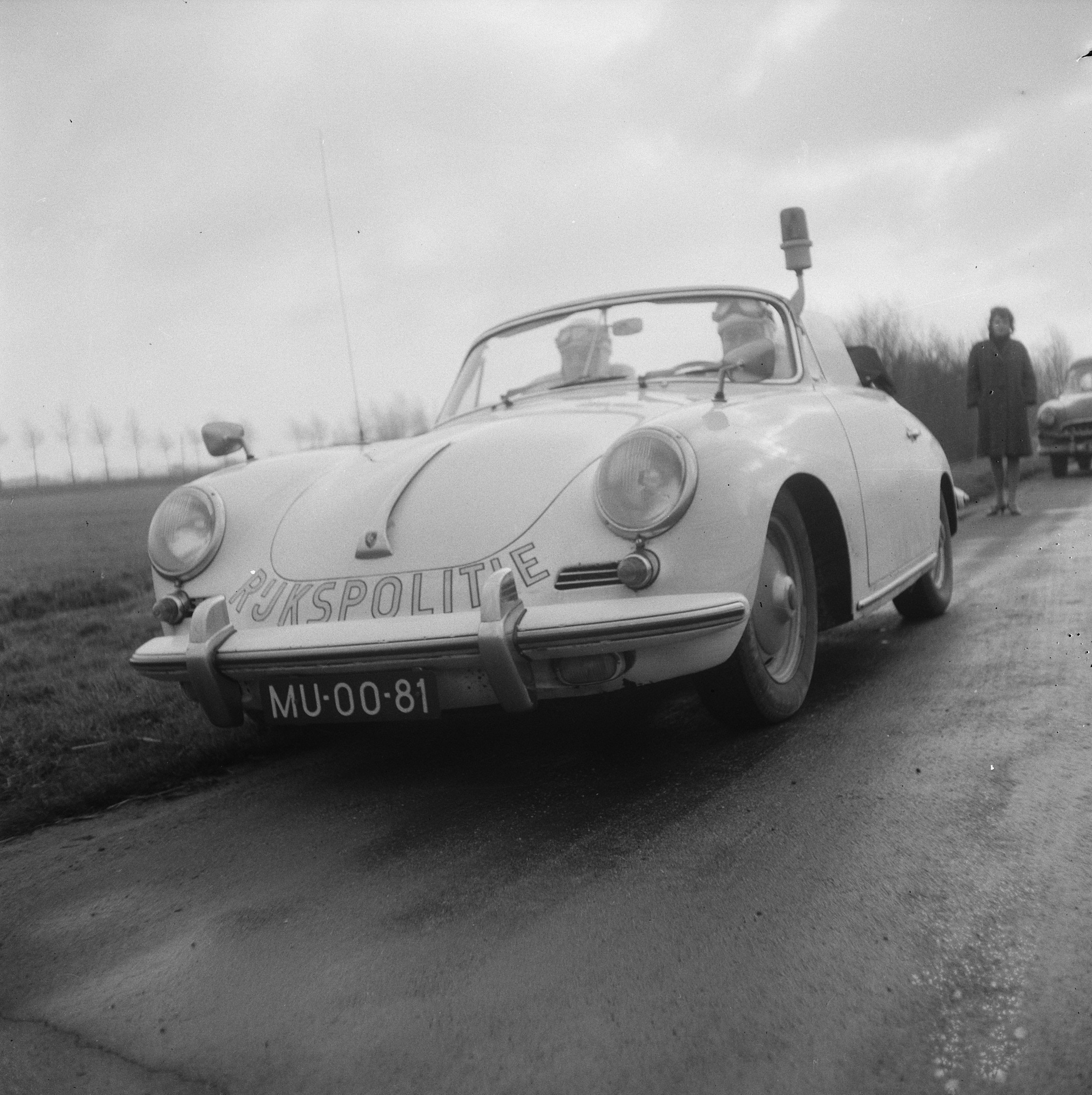
Una delle ultime Porsche 356 C, destinata alla polizia olandese

La 356 era ora disponibile con 2 allestimenti per il motore 1600, ora con valvole di aspirazione rimpicciolite e di scarico ingrandite, la 356 C con 75 CV (Typ 616/15) e la 356 SC con 95 CV  (Typ 616/16). Sulla 356 SC l’albero a gomiti era equipaggiato con contrappesi di bilanciamento, il rapporto di compressione venne aumentato da 8,5:1 a 9,5:1 e l’alimentazione era garantita da 1 carburatore Solex doppio corpo per bancata.
Le sospensioni vennero affinate: per diminuire la tendenza sottosterzante la barra antirollio anteriore venne inspessita di un millimetro, il diametro delle barre di torsione ridotto da 23 mm a 22 mm e al retrotreno la lama trasversale divenne optional.
Prima della fine della produzione il contagiri meccanico venne sostituito da uno elettronico e venne inserito un tubo di recupero dei vapori dell’olio. L’ultima Porsche 356 uscì dalla catena di montaggio il 28 aprile del 1965, era una convertibile SC. Il testimone venne raccolto dalla Porsche 911.
Altre 10 cabriolet furono costruite appositamente per la polizia olandese nel maggio 1966, un anno dopo la fine della produzione, mentre il suo motore batteva ancora sotto il cofano della Porsche 912.

## La vettura
Tra la vettura nº 2 (il primissimo esemplare aveva il motore centrale) e l’ultima 356 SC le differenze erano sostanziali ma venne mantenuta la stessa filosofia costruttiva: pianale scatolato in acciaio, carrozzeria coupé o cabriolet 2+2 posti, motore boxer 4 cilindri raffreddato ad aria montato posteriormente a sbalzo e sospensioni a barra di torsione.

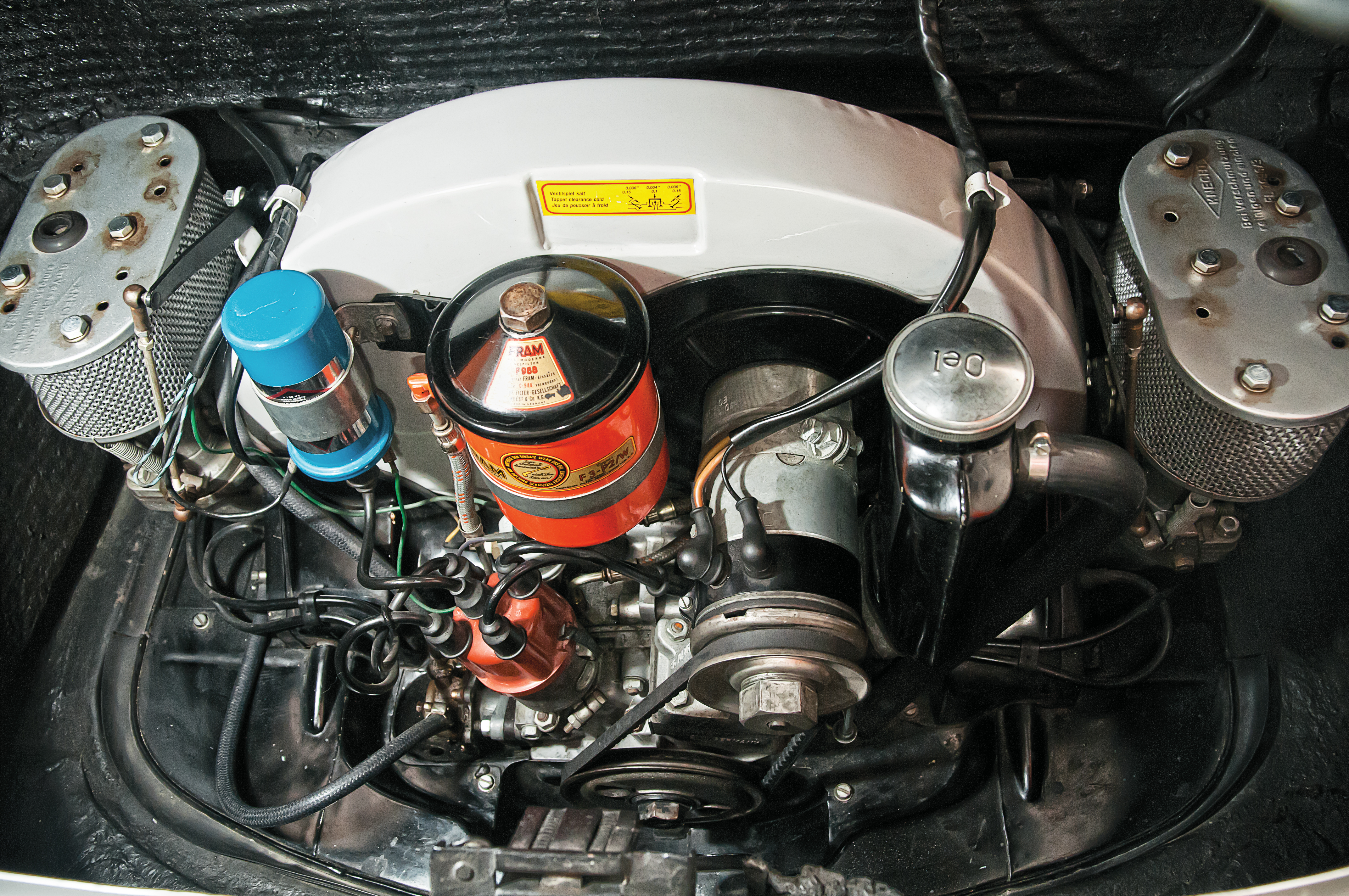
Il motore boxer raffreddato ad aria di una Porsche 356

Il motore, originariamente di 1,1 litri, poi portato nelle diverse versioni a 1,2 - 1,3 - 1,5 - 1,6 e 2,0 litri, aveva una gamma di potenze che spaziava dai 40  CV delle prime versioni ai 130 delle versioni Carrera 2,0 e nei primi esemplari era direttamente derivato dal propulsore Volkswagen che equipaggiava il Volkswagen Maggiolino. L'architettura stessa della vettura era direttamente derivata da quest'ultimo, peraltro progettato dallo stesso Ferdinand Porsche.
Tuttavia questi organi meccanici vennero costantemente aggiornati per migliorare le prestazioni, la tenuta di strada, la maneggevolezza, il comfort e l’affidabilità, peraltro già ottimi, dei primi modelli. Il successo straordinario della Porsche 356 fu dovuto in gran parte al comportamento su strada e alle prestazioni notevoli in rapporto alla cilindrata ma anche ad altre qualità raramente presenti su una vettura sportiva di quel periodo.

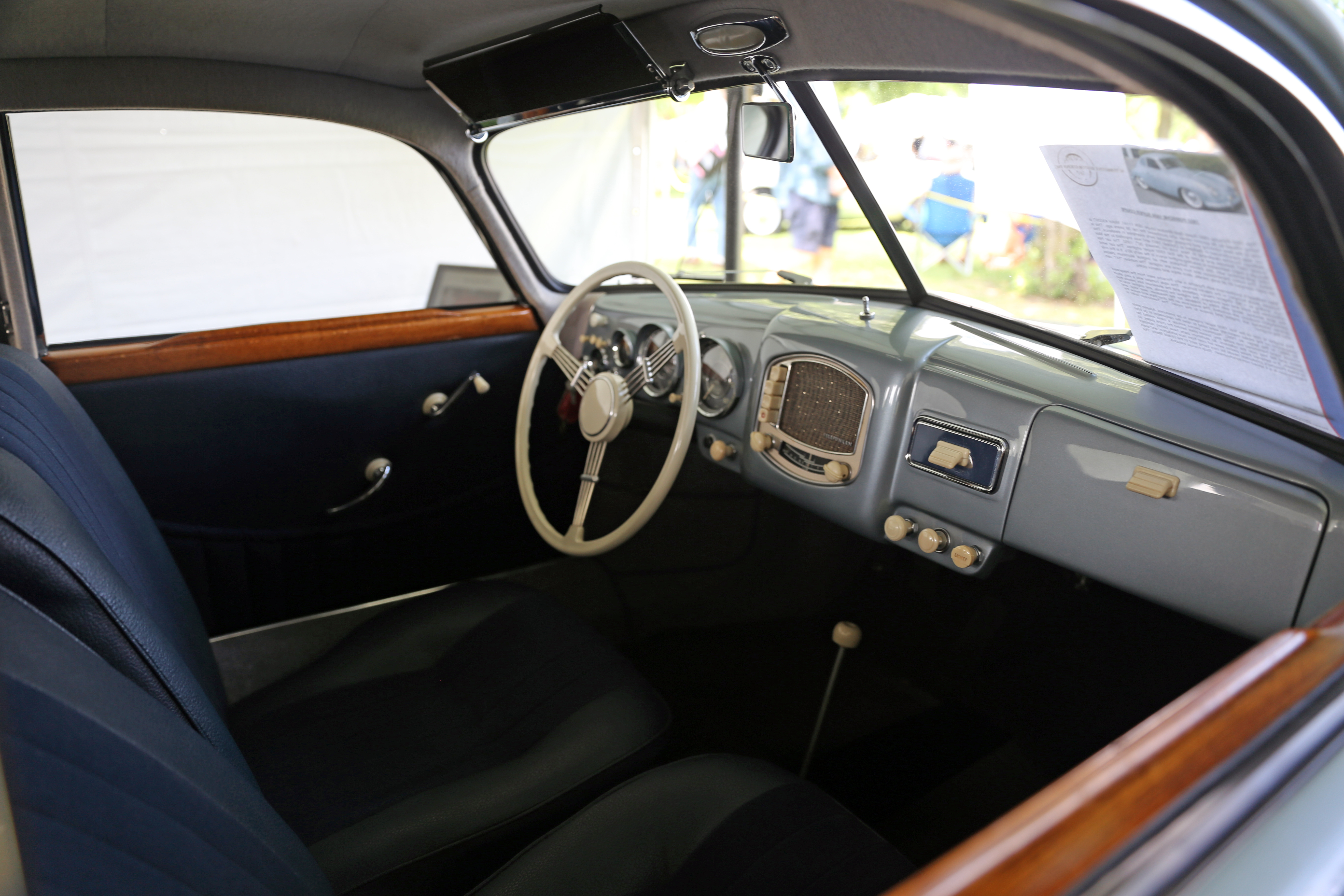
Gli interni di una Porsche 356 pre A

Su strada la vettura trovava nella leggerezza della carrozzeria e nella maneggevolezza i suoi punti di forza. Aveva una eccezionale attitudine alla marcia in salita. La proverbiale motricità in uscita di curva era garantita dalla posizione a sbalzo del motore. Sui fondi scivolosi era necessaria particolare attenzione a causa della tendenza al testacoda in rilascio.
Rispetto alle sportive degli anni ’30 era anche (relativamente) confortevole e pratica. Il motore a sbalzo consentiva di disperdere il calore e il rumore del motore verso l’esterno. Inoltre la presenza di 2 posti posteriori, sia pur di fortuna, migliorava la fruibilità quotidiana e la capacità di carico durante le trasferte più lunghe e allargava la clientela ai padri di famiglia.
La sua grande affidabilità consentiva di usare la vettura durante la settimana per andare in ufficio e la domenica per correre in pista; concetto evolutosi con la successiva 911. L’architettura boxer, il raffreddamento ad aria, i carter del basamento e i cilindri fusi in lega leggera, l’albero a gomiti in acciaio fucinato monolitico, bielle forgiate e pistoni, in ghisa prima e in alluminio con riporto al cromo poi, erano garanzia di affidabilità in ogni condizione.
La linea della carrozzeria ricordava quella del maggiolino da cui il progetto originale derivava ma ribassata e resa più aerodinamica prendendo spunto dal prototipo della Berlino-Roma. Specialmente le prime versioni in alluminio e la Speedster erano anche molto leggere.
Gli interni erano semplici ma sufficientemente comodi per una sportiva e vennero costantemente migliorati durante tutta la produzione. Su questo modello cominciò la tradizione Porsche di porre il contagiri proprio di fronte al guidatore affiancato dagli altri strumenti di bordo.

## Le versioni speciali
Le versioni speciali della Porsche 356 che meritano particolare attenzione furono sostanzialmente 2: la versione Carrera e la Porsche 356 Speedster. La versione Carrera per aver aperto la strada alle future supersportive Porsche e la Porsche 356 Speedster per essere stata la prima Porsche “status-symbol”. Anche la Porsche 550 RS era una spider derivata dalla 356 ma aveva motore centrale ed era stata progettata specificatamente per le corse.

### La Carrera
Il segreto della versione Carrera, chiamata così per celebrare il 3º posto ottenuto alla massacrante Carrera Panamericana in Messico, era tutto nel motore bialbero.

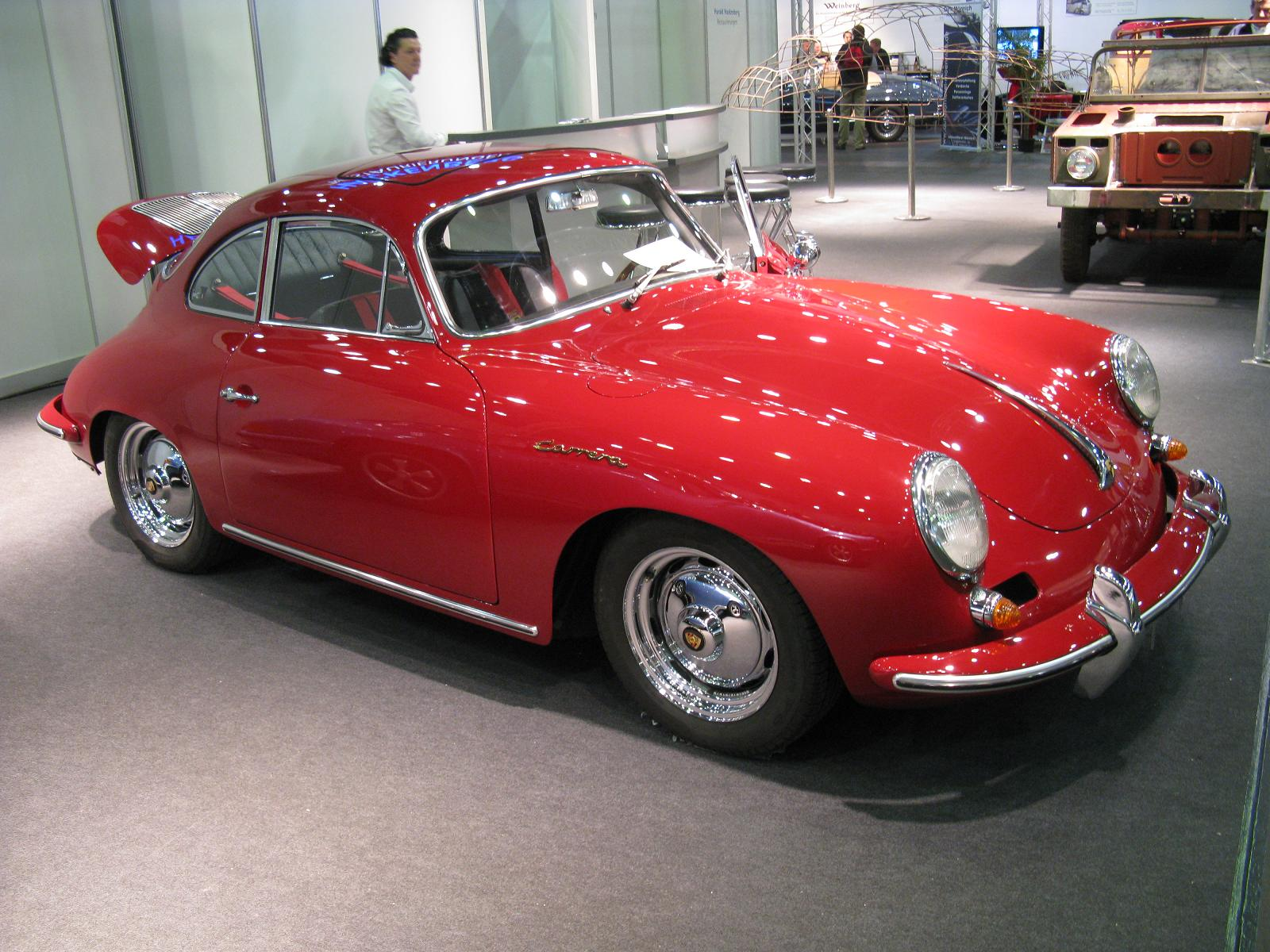
Porsche 356 Carrera

Il Typ 547/1 nacque per raddoppiare la potenza (60 CV) del motore 1300 Super di serie ad aste e bilancieri senza innalzare la cilindrata; perciò si cercava di aumentare il regime di rotazione da 5000 a 7000 giri/min. Il risultato era un capolavoro di ingegneria nato dalla matita dell’ingegnere Ernst Fuhrmann: 1498 cm3, superquadro (alesaggio x corsa 85 x 66 mm), tutto in alluminio, con quattro alberi a camme in testa (2 per bancata), 9 alberi di rinvio, 14 coppie coniche, 2 coppie cilindriche, doppia accensione, carter secco, albero motore scomponibile, cuscinetti di banco a rulli, turbina di raffreddamento a doppia entrata. Il risultato con 2 carburatori Solex 40mm furono 112 CV a 6400 giri/min con sfruttabilità tra 5000 e 7000 giri. Questo risultato fece guadagnare a Ernst Fuhrmann la fiducia di Ferry Porsche che amando le cose semplici non volle sentir parlare di quel motore così complesso finché non fu pronto.
Con tutte queste raffinatezze però il motore era un rompicapo meccanico che per il montaggio richiedeva tecnici esperti e 120 ore di lavoro, 8 delle quali solo per la messa in fase, pena la pessima resa del propulsore.

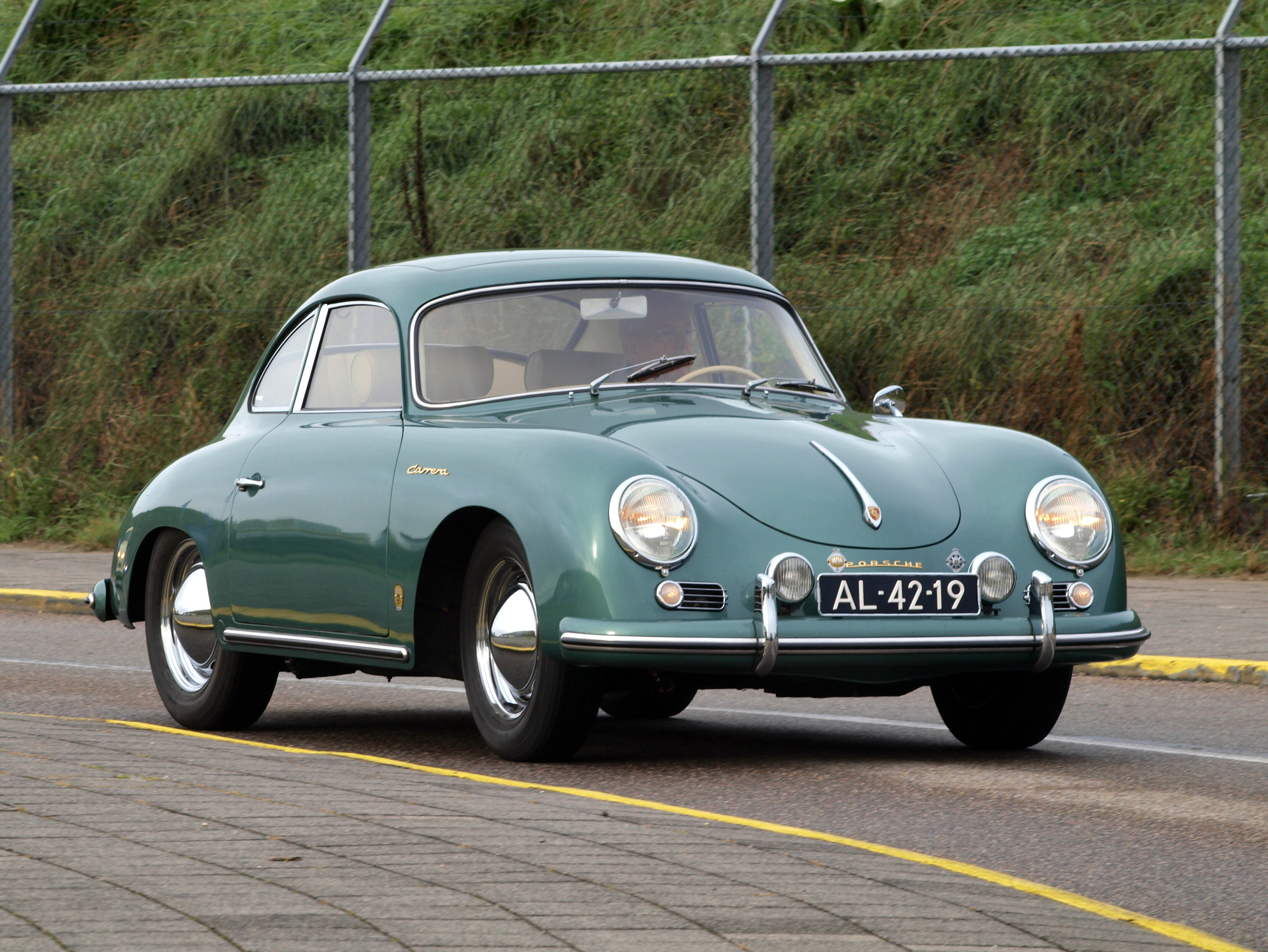
Porsche 356 1500 GS Carrera

Il motore debuttò al Salone di Francoforte del 1953 sulla 356 RS. L’anno dopo, appena giunta la vittoria in Messico, il nome del modello cambiò in Porsche 356 1500 GS Carrera. Ne furono allestite 20 di cui 14 con carrozzeria Speedster.
Il motore Carrera diventò prima 1600, nel 1958, e infine, nel 1962, 2000 con ben 132 CV.
Nella sua evoluzione conservò sempre la doppia turbina di raffreddamento con una straordinaria portata d’aria (1000 litri/secondo) progettata insieme all’ing. Franz Xavier Reimspiess, il cui convogliatore è l’elemento che a prima vista permette di riconoscere il motore “Fuhrmann” sull’auto. Infatti è più largo e più basso di quello delle normali 356 ed è in posizione pressoché simmetrica rispetto al gruppo cilindri.
A partire dalla versione 1600 si adottò un albero motore monolitico su bronzine invece che scomponibile su cuscinetti a rulli e poi pure il radiatore dell’olio che all’inizio non era stato previsto contando sulla potenza refrigerante delle turbine.
Da questa vettura furono derivate molte versioni da competizione, tra cui la Carrera GTL "Abarth".

### La Speedster

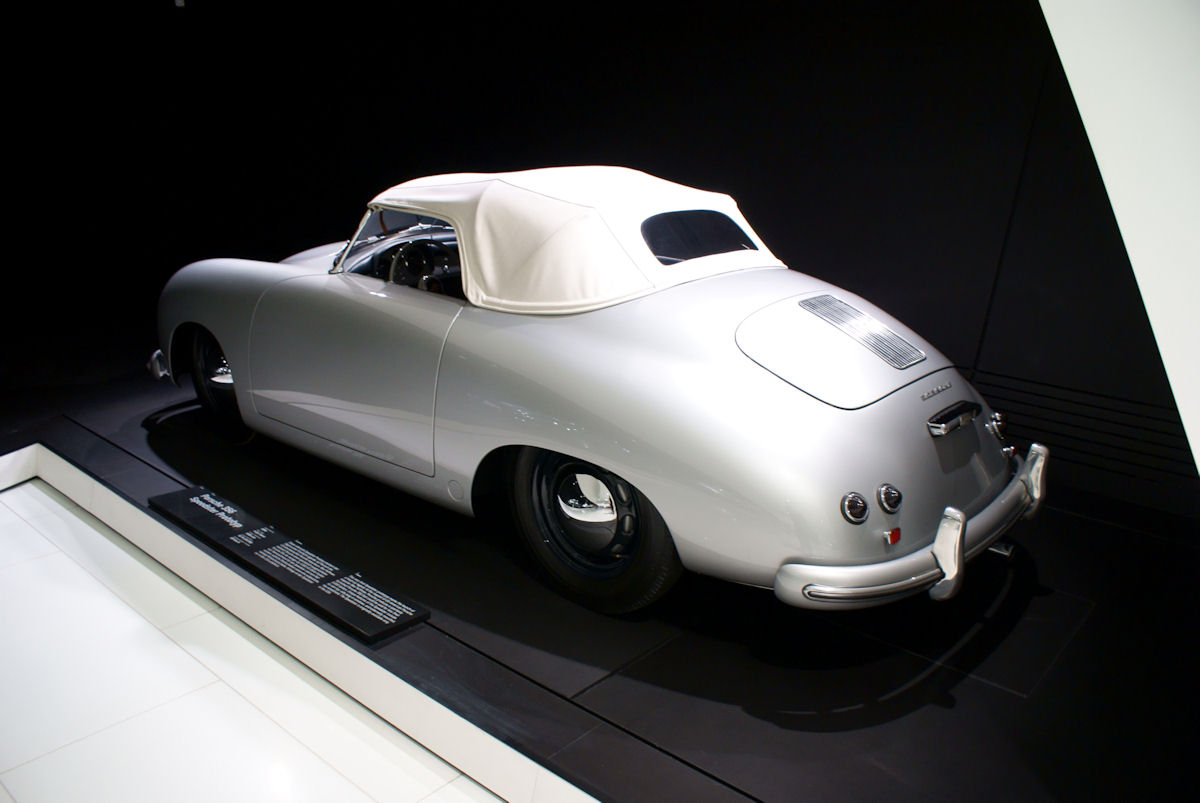
Prototipo del 1954

L’idea di una versione Speedster della carrozzeria nacque oltreoceano. Il geniale Max Hoffmann, (a lui si devono anche Alfa Romeo Giulietta Spider e Mercedes-Benz 300 SL Roadster) importatore Porsche per la costa Est americana, chiese una versione scoperta più economica della 356 America Roadster, troppo cara. Per i clienti a cui intendeva rivolgersi ci voleva qualcosa di più basilare ed economico, voleva offrir loro una sportiva senza compromessi per meno di 3000 dollari dell’epoca, circa la metà del prezzo di una cabriolet coeva. Alla Porsche cedettero quando alle pressioni di Hoffmann si aggiunsero quelle di John von Neumann, importatore Porsche per la costa Ovest.

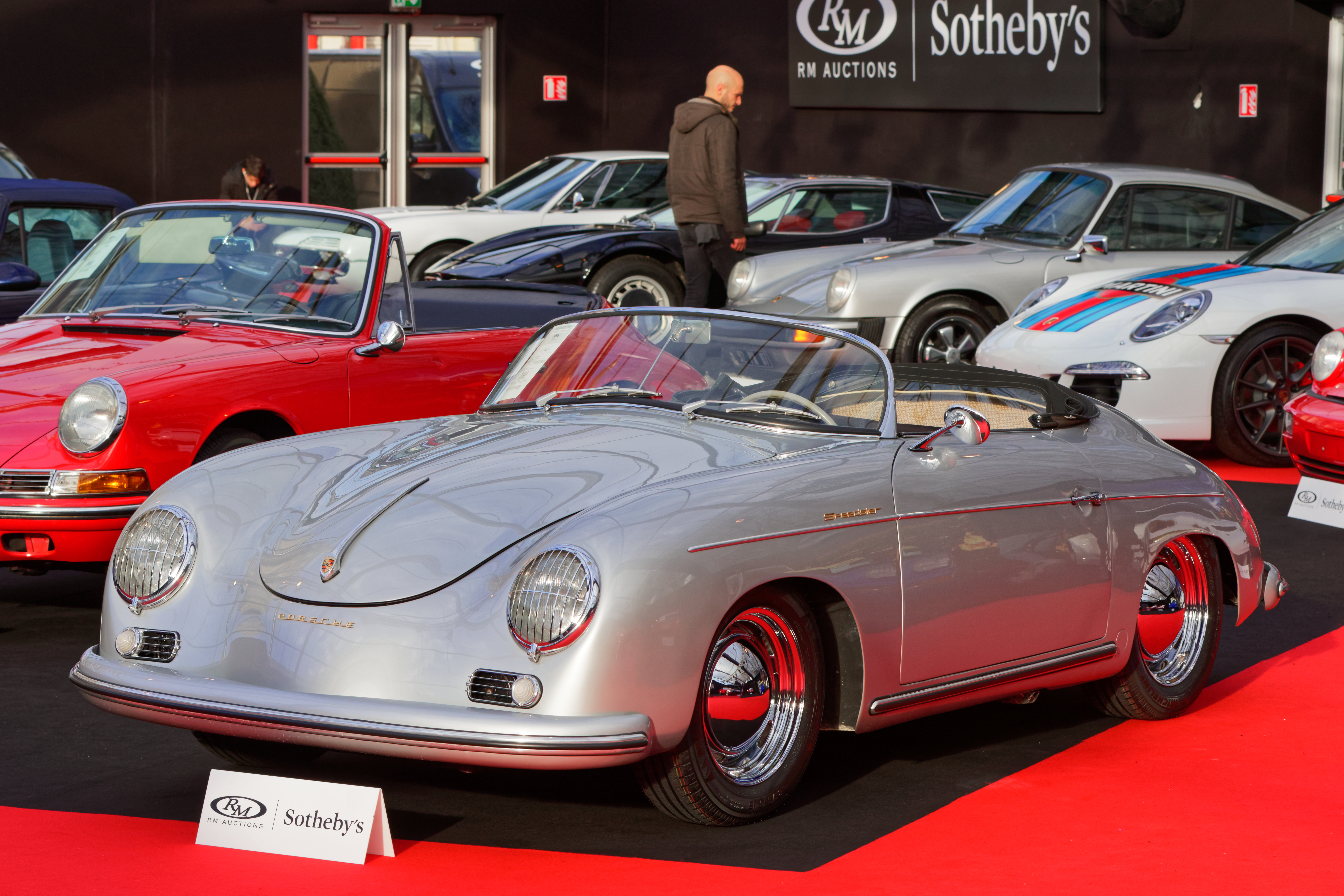
Porsche 356 Pre A Speedster

Partendo dalla 356 i tecnici svilupparono una 2 posti secchi eliminando i posti posteriori e le modanature in eccesso. Montarono un basso parabrezza avvolgente, una capote dalla forma strana, finestrini in acetato trasparente, strisce cromate lungo tutta la fiancata che passavano ordinatamente attraverso le maniglie delle porte, sedili più leggeri e avvolgenti e plancia semplificata con tre soli quadranti VDO dietro il volante. I colori disponibili erano solo 3; bianco, rosso o blu pastello. I rapporti del cambio vennero accorciati e abbinati ai motori 1500 da 50 CV o 1500 S da 70 CV.
Così alleggerita la vettura aveva un comportamento dinamico molto reattivo e un’accelerazione bruciante che piacque moltissimo ai clienti. Era un’auto da usare tutti i giorni e nei fine settimana, togliendo tutto, andare a gareggiare e anche, spesso, a vincere. Anche la scommessa di Hoffmann era stata vinta quando nel 1955 arrivarono richieste a pioggia a Zuffenhausen e venne adeguata alle specifiche T1 e T2 e allargata la scelta dei colori e dei motori con i 1600 e i bialbero Carrera.

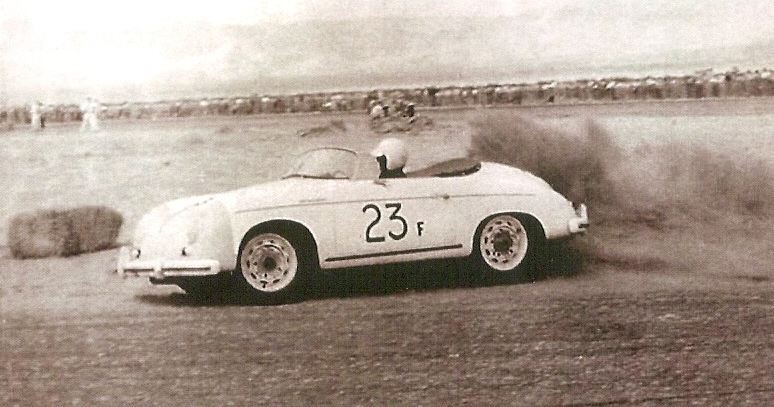
James Dean su una Speedster

Venne talmente rimpianta quando nel 1958 la Porsche smise di produrla in favore delle più lussuose cabriolet dopo più di 4000 esemplari prodotti in 4 anni circa che subito cominciarono a circolare delle repliche. Più o meno belle, molte utilizzavano il pianale di un banale Maggiolino con una scocca in vetroresina per provare simili sensazioni, oltretutto ad un prezzo molto più contenuto.
Ebbe anche una fortunata carriera cinematografica dopo che James Dean (che guidava il più possibile una 1500S bianca), come altri giovani californiani, se ne innamorò perdutamente. Apparve in numerosi film e serie TV di successo come Detective's Story (1966) con Paul Newman; molto spesso erano delle repliche a “recitare”, come in Top Gun (1986) al fianco di Kelly McGillis.

## Le corse

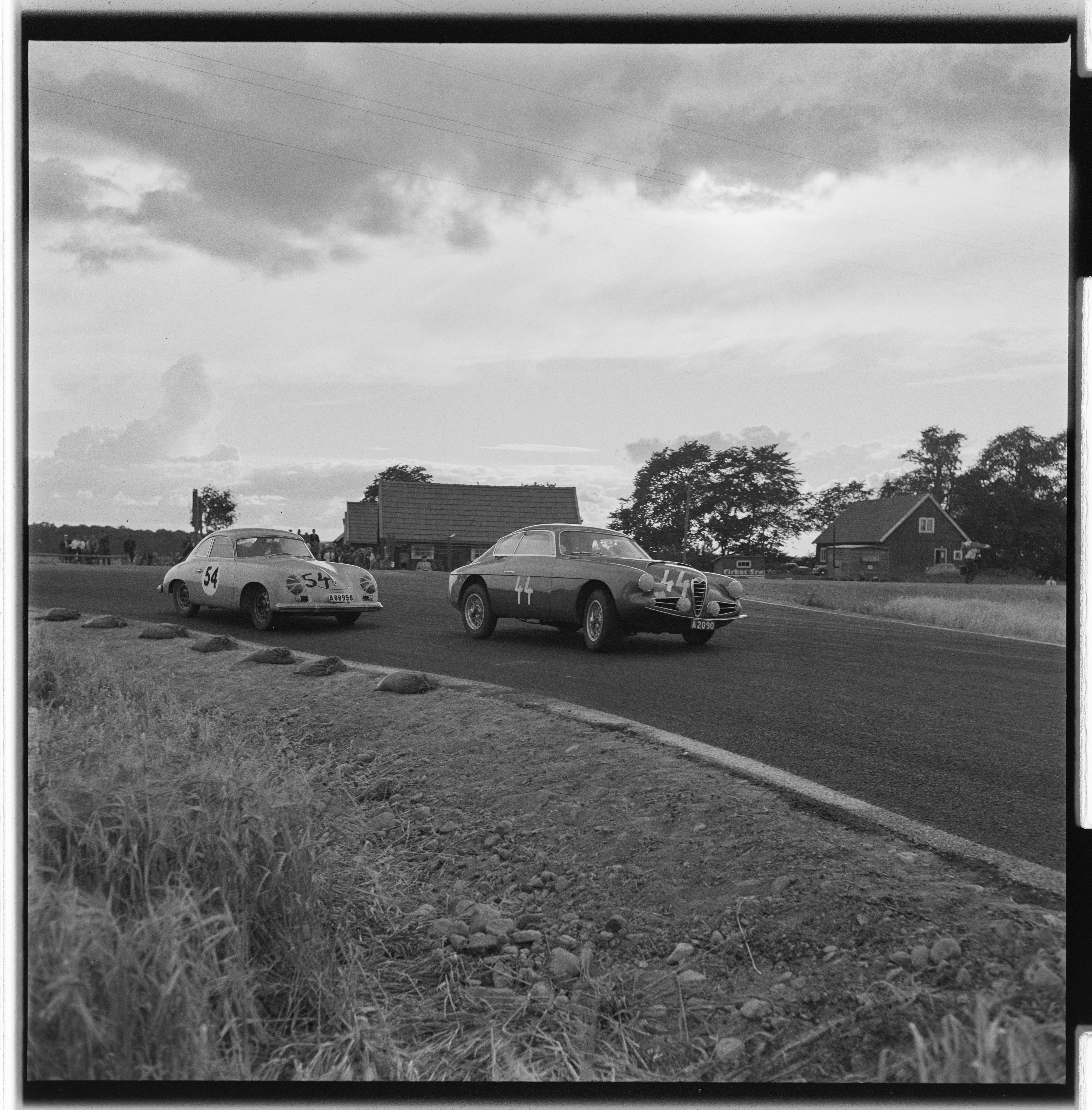
Una Porsche 356 preparata che tallona un'Alfa Romeo 1900C SS Zagato in Svezia, al Grand Prix di Kristianstad, 7 agosto 1955.

Le Porsche 356 vennero da subito usate nelle gare, erano state progettate proprio per poter essere usate quotidianamente come in corsa dagli stessi proprietari. Perciò esse hanno preoccupato e talvolta battuto vetture ben più potenti grazie alla loro doti di maneggevolezza e leggerezza. Il numero di gare disputate è impressionante e impossibile da quantificare esattamente ma è anche su queste vittorie che si basa la leggenda sportiva Porsche.

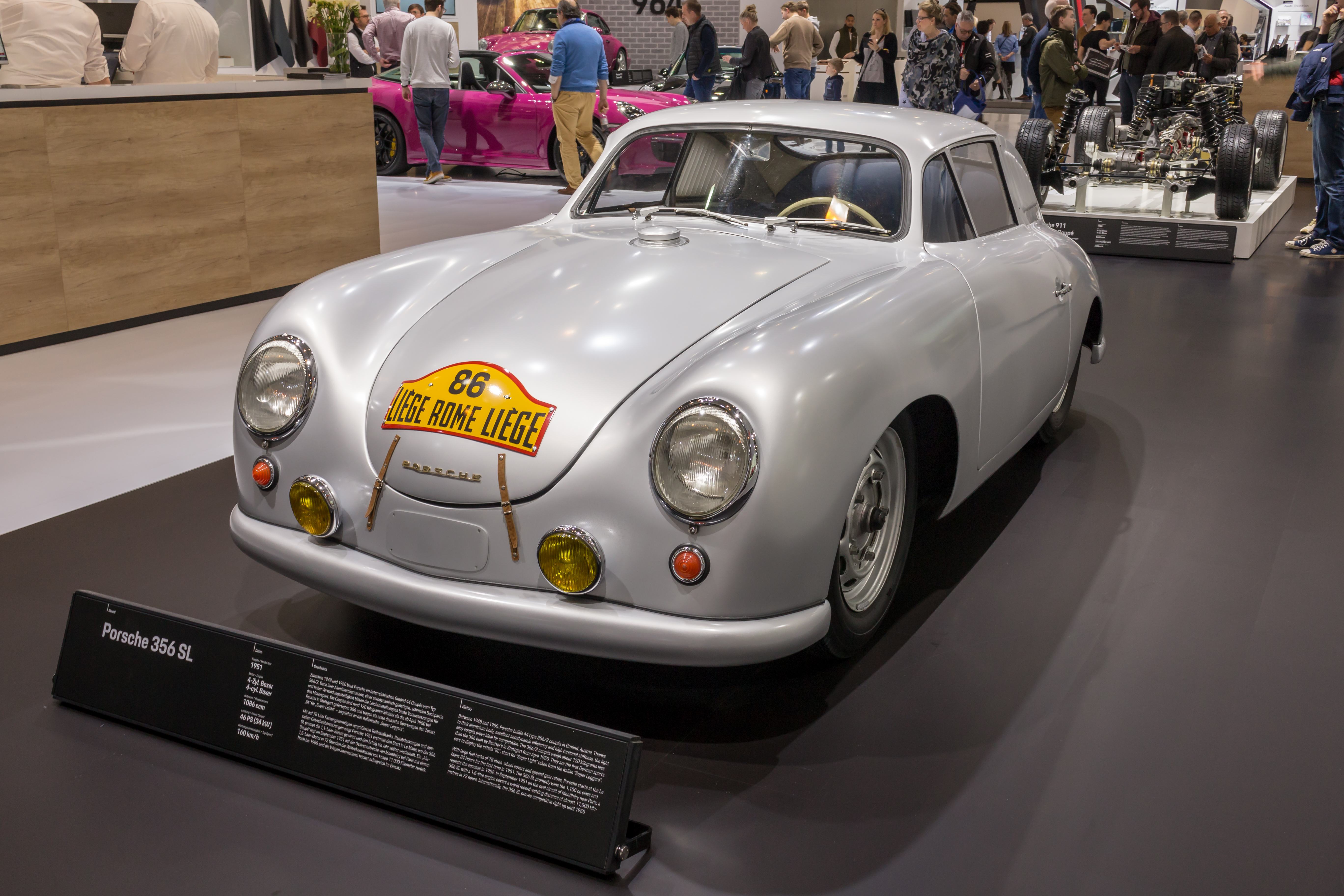
La Porsche 356 preparata per l'86° Liegi-Roma-Liegi

Ad esempio, la 356 vinse il primo Campionato Europeo Rally nel 1953 e poi anche nel 1961 (vincendo il Rally di Germania con l’equipaggio Walter-Wencher); la Liegi-Roma-Liegi ben quattro volte, 1952, 1954, 1957 e 1959; la Coppa delle Alpi nel 1953 e nel 1956, il Rally Press on Regardless nel 1956 e il Campionato Europeo della Montagna dal 1960 al 1963 nella categoria Gran Turismo.
Sempre in categoria GT, l'auto vince tra gli altri, il GP di Berlino nel 1954 e nel 1955, il Nürburgring Eifelrennen 1955, la Coppa Montlhéry nel 1956, il Nassau Tourist Trophy nel 1959 (in versione Carrera). Ha vinto il Campionato Nazionale SCCA  in classe F (produzione) con Bengt Söderström nel 1955 e con Lake Underwood per le 2 stagioni seguenti (1956-57). Con lo svedese inoltre vinse la classe E nel 1956.
Nell’endurance, oltre alle vittorie in categoria 1,1 litri nel 1951 e nel 1952 alla 24 Ore di Le Mans con Veuillet-Mouche, la 356 finì al vertice della prima edizione della 9 Ore del Sudafrica nel 1958, così come alla 1.000 chilometri dalla Catalogna in diverse occasioni (nel 1958, 1959 e 1963).
Le Porsche 356 vantano inoltre una costante presenza alle Mille Miglia. Nel 1952, primo anno di produzione, una 1500 fu portata in gara dal conte Giovanni Lurani, piazzandosi 46ª assoluta. L’anno successivo, una 1500 Super fu portata in gara con Hans Herrmann dalla squadra ufficiale Porsche.
Inoltre era anche amata dai piloti donna, infatti la Coppa delle Dame al Tour de France Automobile tra il 1954 e il 1961 venne sempre vinta da una 356.

## Produzione
1948-1951: 356, prodotta in 52 esemplari a Gmünd in Kärnten, conosciuta dagli appassionati con il nome di Superleggera, perché costruita in alluminio battuto a mano su matrice in legno sotto la supervisione di mastro Weber.
1952: America Roadster, rarissima e preziosissima versione in alluminio, prodotta in solo 12 esemplari, destinati agli USA
1950-1955: Pre-A o T0,
1955-1957: A-T1
1957-1959: A-T2
1959-1961: B-T5
1961-1963: B-T6
1963-1966: C e SC
Le vetture hanno avuto molti tipi di carrozzeria: coupé, cabriolet (356, Pre-A, A-T1, A-T2, C, SC), convertible D (A-T2), Speedster (Pre-A, A-T1, A-T2), Karmann hardtop coupé (B-T5 e B-T6) e roadster (B-T5 e B-T6).